# بقلية (طائفة)
البقلية أو البورانية كانت مجموعة فرعية من القرامطة التي كانت تنشط في جنوب العراق في أوائل القرن العاشر.
ظهرت الجماعة بعد هزيمة الثورة القرمطية لزكرويه بن مهرويه على يد الدولة العباسية عام 907. مات زكرويه، لكن العديد من أتباعه في السواد (المنطقة الريفية الخصبة المحيطة بالكوفة) اعتقدوا أنه لم يمت وسيعود لقيادتهم.  في عام 907 / 908، نشط داعي زطي يدعى أبو حاتم الزطي ينشط في السواد، وقد منع أتباعه من أكل الثوم والكراث واللفت وذبح الحيوانات واتباع بعض الشعائر الدينية الإسلامية العرفية. ومن هنا اشتق أتباعه لقب الباقلية، والذي سرعان ما أصبح يستخدم للإشارة بشكل عام إلى قرامطة السواد.  وسرعان ما انضم إلى أتباع زكرويه أتباع حمدان قرمط وأبو محمد عبدان، الذين ما زالوا يؤمنون بعودة محمد بن إسماعيل بصفته المهدي. 
نجت هذه الحركة، بل وقامت ببعض الانتفاضات ضد العباسيين في المناطق المحيطة بالكوفة وواسط، تحت قيادة مسعود بن حريث وابن أخ أبي محمد عبدان، عيسى بن موسى. عندما غزا قرامطة البحرين بقيادة أبي طاهر الجنابي العراق عام 927، قاموا بثورة، لكنهم هزموا على يد القائد العباسي هارون بن غريب. وتُوصف راياتهم بأنها بيضاء، وعليها كتابات قرآنية عن خلاص بني إسرائيل من بطش فرعون. وانضم عدد من القرامطة من أصل فارسي إلى البحرينيين ثم تبعوهم إلى وطنهم، حيث أصبحوا يعرفون بالعجميين.